# Milan Štefanovič
Milan Štefanovič (19. června 1927 Moravské Lieskové – 30. června 2018) byl slovenský právník, vysokoškolský pedagog a bývalý politik za SDĽ, po sametové revoluci československý poslanec Sněmovny národů Federálního shromáždění.

## Biografie
Pocházel z rodiny drobného obchodníka a rolníka. Maturitu složil na gymnáziu v Lučenci, kam se jeho rodina odstěhovala v roce 1947 za prací. Milan Štefanovič vystudoval Právnickou fakultu Univerzity Karlovy v Praze, kde promoval roku 1952. Po dva roky paralelně s tím studoval i FAMU, ale tuto školu nedokončil. Roku 1963 získal titul kandidáta věd. Působil pak jako asistent správního práva na Katedře státního a správního práva Právnické fakulty Univerzity Komenského v Bratislavě. V roce 1964 se habilitoval a v letech 1965–1967 postgraduálně studoval na Faculté internationale pour l'enseignement du droit comparé v Štrasburku. V roce 1968 byl proděkanem Právnické fakulty Univerzity Komenského v Bratislavě, ale po nástupu normalizace byl z této funkce odvolán. V letech 1973–1978 byl prvbním děkanem Právnické fakulty Univerzity Pavla Jozefa Šafárika v Košicích, na jejímž založení se podílel. Vedl zde Katedru rolnickodružstevního práva. V roce 1990 získal titul doktor věd. V letech 1990–1993 byl vedoucím Katedry právní vědy Právnické fakulty Univerzity Komenského v Bratislavě. Přednášel rovněž na SVŠT Bratislava. Specializoval se na pozemkové právo a je jedním ze zakladatelů právní komparatistiky a rolnicko-družstevního práva na Slovensku. Napsal dvě stě odborných článků a studií a několik monografií.
Ve volbách roku 1992 byl za SDĽ zvolen do slovenské části Sněmovny národů. Ve Federálním shromáždění setrval do zániku Československa v prosinci 1992.
Po odchodu do penze nastoupil na Právnickou fakultu Trnavské univerzity coby vedoucí tamní Katedry správního práva. Vyučoval aj na Bratislavskej vysokej škole práva (dnes Paneurópska vysoká škola v Bratislave).